# Antoine Favre (juriste)
Pour les articles homonymes, voir Antoine Favre et Favre.
Antoine Favre, né le 5 octobre 1557 à Bourg-en-Bresse et mort le 28 février 1624 à Chambéry, baron de Pérouges, est un juriste et écrivain savoisien.

## Biographie

### Origines

Blason de la famille Favre : D'argent, au chevron d'azur, accompagné de trois têtes de Maure tortillées d'argent

Antoine Favre (Antonio Faber) naît le 5 octobre 1557 à Bourg-en-Bresse, dans le duché de Savoie. La Bresse est donnée au royaume de France à la suite du Traité de Lyon de 1601.
Fils d'un haut magistrat (conseiller et avocat fiscal), Philibert Favre, issu d'une |famille bressane, et de Bonne de Châtillon, Antoine Favre commence ses études au collège de Meximieux, puis les poursuit chez les jésuites à Paris, au Collège de Clermont.
Il part ensuite à l'université de Turin où il obtient un doctorat de droit en 1579,. À 22 ans, il est avocat et docteur en droit ; son premier livre paraît deux ans plus tard. En 1584, à 27 ans - soit avant l'âge requis - il est nommé juge-mage de la Bresse et du Bugey. Il sera d'ailleurs surnommé « Le Législateur de la Bresse ».

### Une carrière rapide au sein de la justice savoisienne
Un de ses ancêtres ayant été secrétaire de la comtesse Bonne de Bourbon, grand-mère et tutrice d'Amédée VIII de Savoie, il entre au service de Charles-Emmanuel Ier de Savoie et se fixe à Chambéry.
En raison de son œuvre de juriste, Antoine Favre intègre dès l'âge de 30 ans, en 1587, le Souverain Sénat de Savoie, obtenant par ailleurs par lettres patentes le titre de baron de Pérouges. Il est ensuite nommé président du Conseil de Genevois, à Annecy, en 1596 à la demande du duc de Genevois, Henri Ier de Savoie-Nemours ; il réorganise la Justice dans le périmètre du présidial d'Annecy.
Éminent jurisconsulte, travaillant quatorze heures par jour, il est nommé, après la publication du Codex Fabrianus (1606), premier président du Sénat de Savoie, par lettres patentes du 20 juin 1610. Il est parallèlement créé commandant général du duché. Il est alors la plus haute autorité juridique du duché de Savoie. Antoine Favre est à plusieurs reprises envoyé en mission diplomatique par Charles-Emmanuel Ier de Savoie.
De son vivant, Antoine Favre est célébré comme le plus grand juriste, consulté par des juristes et des souverains de toute l'Europe.[réf. souhaitée]

### Un juriste impliqué dans la vie culturelle et religieuse
Intéressé à la vie culturelle, il est en relation avec l'écrivain Honoré d'Urfé. Il est l'ami  de François de Sales, éminent philosophe et théologien, Prince-Évêque de Genève et futur docteur de l'Église. Avec ce dernier, il fonda à Annecy, l'Académie florimontane au cours de l'hiver 1606-1607, première académie de langue française. L'ambition est de donner des cours gratuits.
Antoine Favre s'essaye à la littérature ; en 1589, il offre à Charles-Emmanuel Ier de Savoie, une tragédie se déroulant dans l'antique Rome : Les Gordians et Maximins ou l'Ambition, œuvre tragique, Premiers et derniers Essays de poésie d'Antoine Favre, bien loin des œuvres légères de l'époque. Il a également écrit en 1595 un recueil de poésies spirituelles. Enfin, il échange une importante correspondance avec Honoré d'Urfé.
Toute sa vie, Antoine Favre donne des sommes très importantes, secrètement, aux pauvres, allant même jusqu'à vendre une partie de son mobilier et de sa vaisselle les années de disette. Il épouse en premières noces Benoîte Favre (morte en 1605), dame de Vaugelas, fille de maître Claude Favre, bourgeois de Meximieux en 1581,. Ils ont huit enfants. L'un de ses fils, Claude Favre de Vaugelas (1585-1650), grammairien, fut membre de l'Académie française dès sa fondation en 1635 et directeur du célèbre Dictionnaire de l'Académie, charge qu'il conserva jusqu'à sa mort. Sa fille Jacqueline fut parmi les premières membres de l'Ordre de la Visitation, et supérieure des couvents de Lyon et de Chambéry. Trois de ses fils le suivirent dans la carrière juridique ; René Favre de la Valbonne (1583-1656), baron de Pérouges, est  président le Conseil du Genevois, au Sénat et au Conseil d'État, comme son frère Jean-Claude et Philibert, juge-mage du Chablais. Enfin Antoine sera l'aumônier de Madame Royale et doyen de la Sainte-Chapelle de Chambéry. À la suite du décès de sa première femme, courant 1606, il épouse en secondes noces Philiberte Martin de La Pérouse (sans postérité), fille de Michel Martin de la Perouse et Clartanset veuve de Claude Daniel.

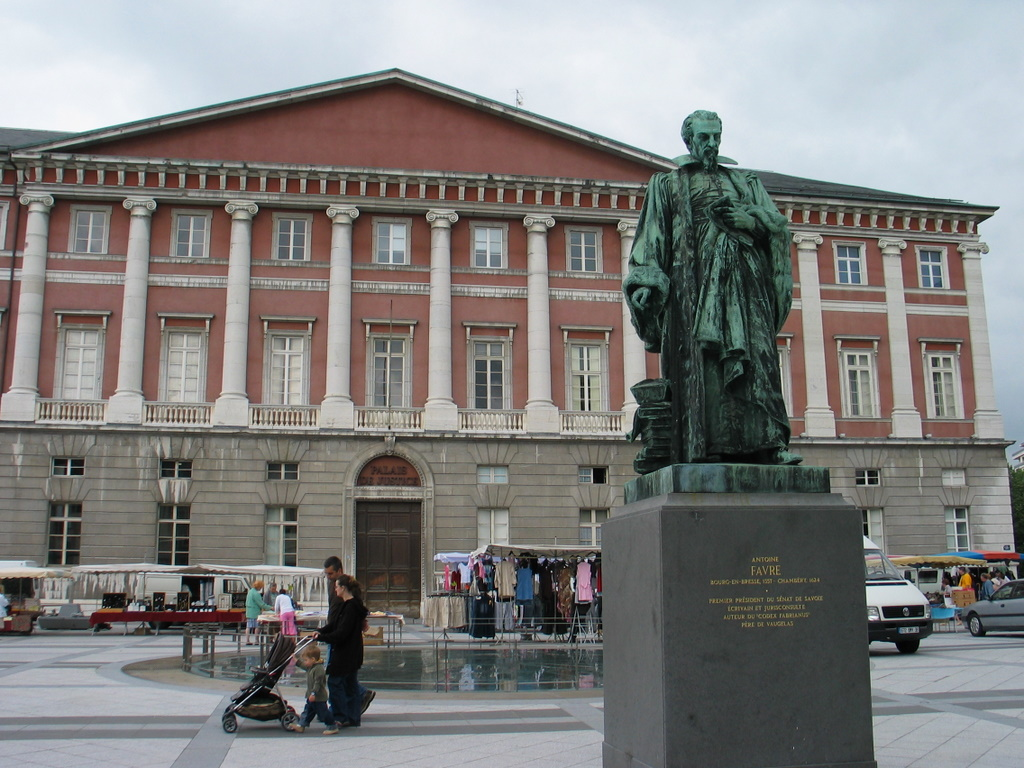
Statue d'Antoine Favre à Chambéry sur la place du Palais de Justice

Antoine Favre meurt le 26 février 1624, à Chambéry.

## Les bases du droit et de la jurisprudence
Il réforme la jurisprudence vers davantage de constance en cherchant l'interprétation des Pandectes dans l'esprit de la loi et non dans les arguties des commentateurs, et rédigea dans ce but plusieurs ouvrages estimés. C'est en 1581, à 24 ans, qu'il publie son premier ouvrage : Conjecturarum juris civilis libri tres, sur la réforme de la Justice.
Dans ses Conjecturarum, Antoine Favre se livre avec une énergie et une acuité singulières à la chasse aux interpolations. Brûlant de s'élancer sur les traces de Cujas et d'Alciat, il releva de nombreuses incorrections grammaticales qui lui permirent de déceler l'intervention de Tribonien dans la rédaction des textes du Digeste.
Antoine Favre est principalement connu pour son recueil de jurisprudence ; c'est dans le but de faire bénéficier de ses travaux les praticiens que Favre écrivit le Codex Fabrianus (dit Code Fabrien), dont la première édition parut à Lyon en 1606. Malgré ses dimensions respectables - 1124 pages in folio dans l'édition de Genève de 1765 - il reste un ouvrage de consultation aisée. Ce qui a donné à Antoine Favre l'idée de ce recueil d'arrêts, c'est, expliquait-il, la publication récemment faite en France du Code Henri, ainsi qu'une conversation avec Charles-Emmanuel Ier de Savoie qui souhaitait mettre fin à des abus et à la prise de décisions contradictoires.
Pour Antoine Favre seule la codification des arrêts les plus remarquables du Souverain Sénat de Savoie pouvait remédier à la situation déplorable où se trouvait alors la science du droit. Cependant ses ouvrages latins sur la jurisprudence tombèrent peu à peu dans l'oubli, à l'exception du Codex Fabrianus qui, jusqu'à l'annexion de la Savoie et de Nice par la France en 1860, restera le guide des avocats et des juges dans le duché de Savoie et le comté de Nice.

## Œuvres
- Conjecturarum juris civilis; 1. XX, essais juridiques - Lyon, 1580-1581
- Les Gordians et Maximins ou l'Ambition, tragédie en 5 actes et en vers - Chambéry, Pomar, 1589
- Centurie premiere de sonets spirituels de l'amour divin et de la penitence, dédiée à François de Sales - 1595
- De Erroribus Pragmaticorum et interpretum juris. Chiliades, essais juridiques 4 vol. - Lyon, 1598 (Les Cent décades des erreurs des praticiens).
- De Patrui hereditate inter solos fratrum filios, utrum in capita, an in stirpes, dividenda - Lyon, 1598
- Les Entretiens spirituels dédiés à Madame Marguerite princesse de Savoye, œuvre de poésie religieuse et morale - Turin, 1601
- Rationalia in Pandectas, 5 vol. in-folio - Genève, 1601
- Codex Fabrianus definitionum forensium et rerum in sacro Sabaudiae Senatu tractatarum, recueil de décisions du Sénat de Savoie et ouvrage jurisprudentiel, en 9 livres - Genève, Lyon, 1606 (La loi et les prophètes)
- Jurisprudentiae Papinianae sententia ad ordinem institutionum imperalium efformata, Ouvrage jurisprudentiel - Lyon, 1607
- De variis nummariorum debitorum solutionibus adv. Carol, Molineum - Turin, 1614
- De Montisferrati Ducatu contra ducem Mantuae pro duce Sabaudiae consultatio - Lyon, 1619
- De Laudimiis Decades - Turin, 1629
- Informationes facti et juris in causa ferrariensi

## Hommages
À l'initiative de la ville de Chambéry et de l'Académie de Savoie, une statue de bronze, sculptée par Alphonse Gumery est inaugurée le 15 août 1865  devant le palais de justice de Chambéry. Il est représenté debout, les représentations de la Science et de la Jurisprudence étant assise de deux côtés du socle. Depuis le réaménagement de la place en 2004, les trois statues sont sur des socles séparés.
Des voies publiques font références à cette personnalité comme les rues Antoine-Favre (Bellegarde-sur-Valserine, La Bâthie), mais aussi la rue Favre de Chambéry ou la rue Président-Favre d'Annecy.
Le laboratoire de droit de l'université Savoie-Mont-Blanc a pris le nom de centre de recherche en droit Antoine Favre.